# Jacques Delval
Jacques Delval (ur. 1 kwietnia 1908 w Uccle, zm. ?) – belgijski strzelec, olimpijczyk.
Uczestnik Letnich Igrzysk Olimpijskich 1948. Zajął 33. miejsce w karabinie małokalibrowym leżąc z 50 m (startowało 71 zawodników).

## Wyniki

### Igrzyska olimpijskie
| Igrzyska    | Konkurencja                       | Wynik                         | Miejsce | Źródło |
| ----------- | --------------------------------- | ----------------------------- | ------- | ------ |
| Londyn 1948 | Karabin małokalibrowy leżąc, 50 m | 587 pkt. (96–99–95–98–99–100) | 33      | [ 1 ]  |